# Ayuntamiento de Islington
El Ayuntamiento de Islington es la sede del Ayuntamiento de Islington, Londres. Está situado en Upper Street, es un edificio catalogado de Grado II. 

## Historia

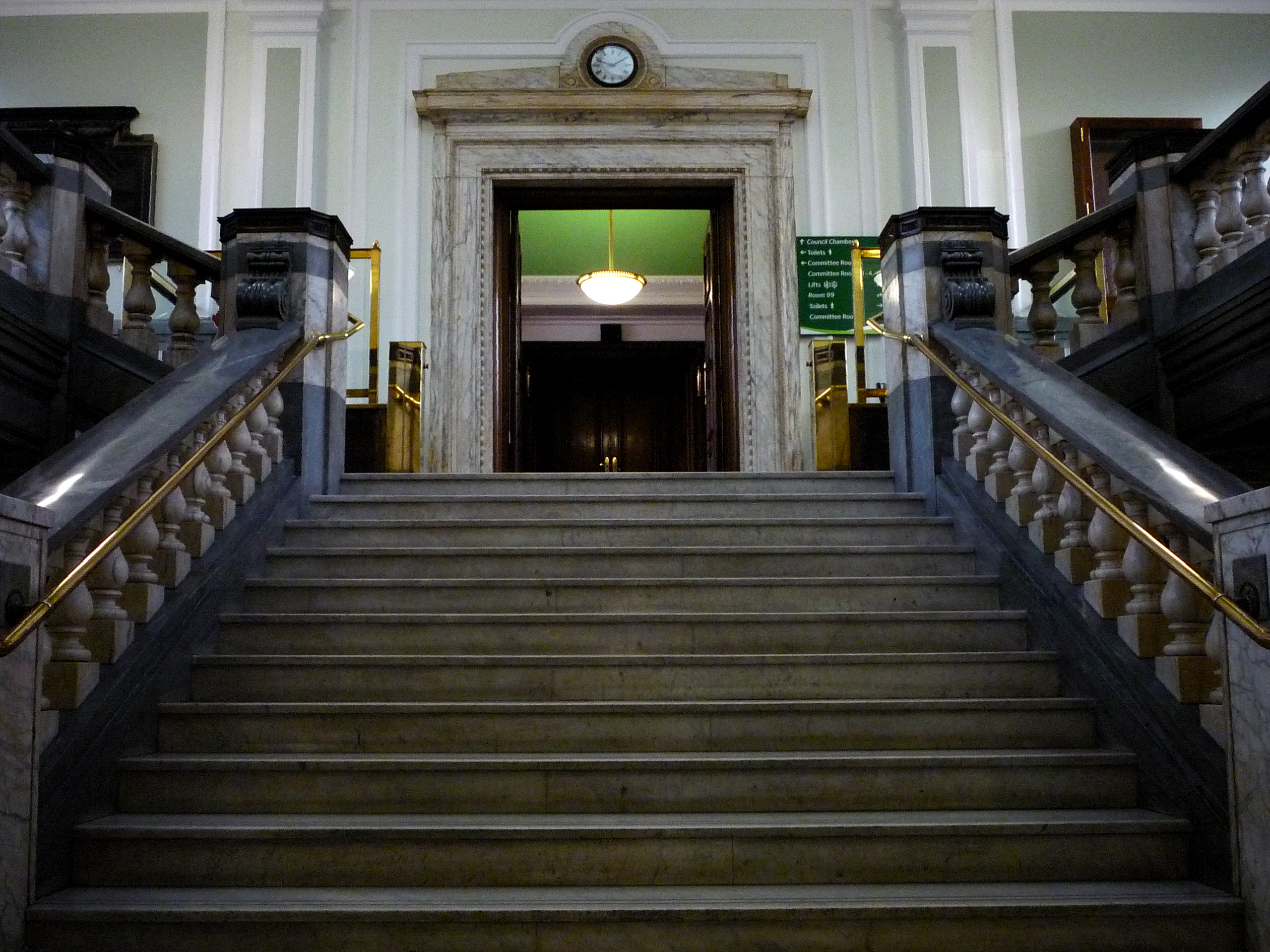
Las escaleras que conducen a la sala del consejo

El edificio se encargó para reemplazar la antigua sacristía de mediados del siglo XIX en Upper Street que había sido utilizada por la parroquia de St Mary's, Islington. La sacristía se había convertido en la sede del distrito metropolitano de Islington en 1900. Después de que el salón de la sacristía se volviera inadecuado para las necesidades del consejo, los líderes cívicos decidieron procurar un nuevo ayuntamiento; compraron 136 000 pies cuadrados (1 263 480,8 dm²) con una hilera de casas adosadas de la era georgiana conocida como Tyndale Place para este propósito en 1920.
El nuevo edificio fue diseñado por Edward Charles Philip Monson en estilo neoclásico y construido en tres etapas: primero el alerón trasero que da a Richmond Grove en 1922, segundo la parte norte en Upper Street en 1925 y tercero el salón de actos en 1929. El complejo fue inaugurado oficialmente por el alcalde, Alderman William Manchester, el 15 de marzo de 1930.
El diseño de la sección norte involucró una fachada principal simétrica con tres secciones que daban a Upper Street; presentaba un porche de piedra con el escudo de armas del municipio arriba flanqueado por ventanas de altura completa y pilastras de orden corintio a cada lado; también había una ventana de estilo similar en el primer piso sobre la entrada. Las salas principales eran el salón del alcalde, que estaba en el ala trasera que daba a Richmond Grove, y la cámara del consejo, que estaba en la parte norte de Upper Street. Pevsner quedó impresionado por la "espléndida escalera imperial de mármol a la cámara del consejo octogonal".
Desde 1930, cuando el Arsenal ganó su primera Copa FA contra el Huddersfield Town, aquí se llevaron a cabo las recepciones de victoria. La reina Isabel II visitó el ayuntamiento y se reunió con líderes cívicos para celebrar su coronación en 1953.
El edificio sirvió como el ayuntamiento del distrito metropolitano de Islington y continuó sirviendo como la sede del gobierno local después de que se formó el consejo del distrito de Islington London en 1965. Sin embargo, el consejo trasladó a muchos de sus funcionarios y sus departamentos a las nuevas oficinas municipales diseñadas por TP Bennett en el lado opuesto de Upper Street en 1983. Otros desarrollos en la década de 1980 incluyeron un búnker subterráneo construido para la protección contra un ataque nuclear.
El Museo de Islington, que anteriormente tenía su sede en el ayuntamiento, se mudó del edificio en preparación para su traslado a la Biblioteca de Finsbury en diciembre de 2006. El ayuntamiento organizó una recepción de alto perfil, a la que asistió la duquesa de Cambridge, para promover el programa de tutoría infantil de intervención temprana de Chance UK en octubre de 2015.